# Мерошув (гмина)
Мерошув (пол. Mieroszów) — городско-сельская гмина (волость) в Польше, входит как административная единица в Валбжихский повет, Нижнесилезское воеводство. Население 7582 человека (на 2004 год).

## Демография
| Перепись                       | Всего   | Всего | Женщины | Женщины | Мужчины | Мужчины |
| ------------------------------ | ------- | ----- | ------- | ------- | ------- | ------- |
| Единицы                        | человек | %     | человек | %       | человек | %       |
| Население                      | 7582    | 100   | 3921    | 51,7    | 3661    | 48,3    |
| Плотность населения (чел./км²) | 99,5    | 99,5  | 51,5    | 51,5    | 48,1    | 48,1    |

## Соседние гмины
1. Богушув-Горце
2. Гмина Чарны-Бур
3. Гмина Глушица
4. Едлина-Здруй
5. Гмина Каменна-Гура
6. Гмина Любавка
7. Валбжих